# درغة أرسخان
درغة أرسخان هي قرية في مقاطعة نقدة، إيران. يقدر عدد سكانها بـ 276 نسمة بحسب إحصاء 2016.